# Lype recta
Lype recta là một loài Trichoptera hóa thạch trong họ Psychomyiidae.